# Citroën C5 Aircross II
Le Citroën C5 Aircross de deuxième génération est un SUV produit par le constructeur automobile français Citroën, produit à partir de 2025 en Europe, à l'usine Stellantis de Rennes, comme son prédécesseur.
Il existe en version hybride, hybride rechargeable et électrique.

## Présentation
Le Citroën C5 Aircross II est présenté le 29 avril 2025.
Il adopte la nouvelle identité stylistique de la marque aux chevrons inspirée dans la grande ligne du concept Oli, ainsi que celui du concept-car exposé au Mondial de Paris en octobre 2024, qui préfigurait le modèle de série.

## Caractéristiques techniques
Le C5 Aircross repose sur la plate-forme technique STLA Medium (évolution de la plate-forme EMP2) du groupe Stellantis, que l'on retrouve notamment sur ses cousines françaises Peugeot (3008, 5008).

### Motorisations
Le C5 Aircross ne reçoit pas de moteurs diesel, ni de moteurs essence classiques sans hybridation, mais est doté de motorisations hybrides, hybrides rechargeables ou électriques. Ces dernières sont dotées de batteries fabriquées en France dans la gigafactory Automotive Cells Company de Billy-Berclau.

## Couleurs
Le C5 Aircross est décliné en 7 couleurs :
- Vert Incredible (500 exemplaires)
- Vert Astoria
- Gris Platinium
- Rouge Rubis
- Noir Perla Nera
- Bleu Éclipse
- Blanc Okenite

## Finitions et équipements
Le C5 Aircross est décliné en 4 finitions (la finition Business étant réservée aux professionnels), dont chacune possède des équipements spécifiques :
- You :
  - Toit monoton
  - Jantes Alliage 18" CARBONE (sur motorisation Hybrid 145) / 19" MOONDUST diamantées (sur motorisation électrique)
  - Banquette arrière avec dossiers fractionnables 40-20-40
  - Climatisation automatique bizone
  - 3 Prises 12V (Passagers avant, arrière et coffre)
  - Combiné numérique 10"
  - Accoudoir central avant avec rangement fermé et réfrigéré
  - Plancher de coffre à 2 positions
  - Volant gainé multifonctions
  - Sièges Conducteur à réglage manuel 6 directions
  - Sièges Passager à réglage manuel 6 directions
  - Ecran Cascade
  - Aide au stationnement arrière
  - Démarrage mains libres
  - Frein de stationnement électrique
  - Rétroviseurs extérieurs électriques et chauffants
  - Lève-vitres avant et arrière électriques et séquentiels
  - Sélecteur de mode de conduite
  - Essuie-vitres avant automatiques
  - Pack Safety
  - Suspension Citroën Advanced Comfort
  - Régulateur de vitesse adaptatif avec fonction Stop & Go
  - Projecteurs LED
  - Feux arrière LED Citroën Light Wings
  - Color Clips Pure Black

- Plus (en plus de You) :
  - Jantes Alliage 19" ZIRCONE
  - Banquette arrière avec dossiers inclinables et accoudoir central arrière
  - Eclairage intérieur LED
  - Eclairage d'ambiance étendu 8 couleurs
  - Rétroviseur intérieur électrochrome
  - Volant gainé multifonctions avec décor Noir Brillant
  - Siège Conducteur à réglage manuel 8 directions
  - Siège Passager à réglage manuel 6 directions
  - Ecran Cascade avec Navigation 3D
  - Aide au stationnement avant, arrière et Caméra de recul 180°
  - Accès et Démarrage mains libres Proximity
  - Rétroviseurs extérieurs électriques, chauffants et rabattables électriquement avec éclairage d'accueil LED
  - Pack Design
  - Vitres et lunette arrière surteintées

- Business (en plus de Plus) :
  - Climatisation automatique bizone étendue avec aérateurs centraux pour les passagers arrière
  - Recharge sans fil pour smartphone
  - Affichage Tête Haute Étendu
  - Aide au stationnement avant, arrière et VisioPark 360°
  - Rétroviseurs extérieurs électriques, chauffants, rabattables électriquement, avec éclairage d'accueil LED, indexés à la marche arrière et à mémoire de position

- Max (en plus de Business)
  - Volant chauffant
  - Clean Cabin avec détecteur de qualité de l'air
  - Siège Conducteur chauffant à réglage électrique 8 directions et à mémoire de position
  - Siège Passager chauffant à réglage manuel 6 directions
  - Pédalier et repose-pied en aluminium
  - Hayon motorisé mains libres
  - Pack Drive Assist 2.0
  - Projecteurs Citroën Matrix LED
  - Color Clips Gold Satin